# 沢えりか
沢 えりか（さわ えりか、1967年10月21日 - ）は、日本のフリーアナウンサー。所属事務所はセント・フォースを経て、2011年エフエム横浜へ入社するが2012年に退社している。

## 来歴・人物
埼玉県出身。
大学卒業後、フリーアナウンサーとして活躍をスタートする。
1997年10月、セント・フォースに所属。
2011年、セント・フォースを退職。同年、4月からFM横浜に入社。
2012年、FM横浜を退職。
2014年、「最短距離で子どもを作るため」に渡米。
2016年、アメリカ人男性と結婚。
2017年、SakuraRadioUSAでキャスターを務める。
2018年2月、第1子の男児を出産。50歳と超高齢出産を初経験した。
現在は夫と2人の子どもの4人家族。

## 現在の担当番組
- SakuraRadioUSA「HalloAmerica」
- SakuraRadioUSA「かわら版USA」

## 過去の担当番組
- 日本テレビ「はーい朝刊」
- 日本テレビ「スッキリ!!」
- TBSテレビ「エクスプレス」
- TBSテレビ「未来ナース」
- TOKYO FM「えりかのウェイクアップトウキョウ」
- フジテレビ「ヒューマン」
- テレビ朝日「やじうまテレビ」「スーパーモーニング」